# Ga đại học Sogang
Ga đại học Sogang (Tiếng Hàn: 여의도역, Hanja: 汝矣島驛) là ga tàu điện ngầm của Tuyến Gyeongui–Jungang ở Nogosan-dong, Mapo-gu, Seoul. Tên ga đầu tiên là Ga Sogang và được mở vào năm 1929 như một ga trên mặt đất, nhưng nó đã trở thành ga ngầm sau khi khai trương Tàu điện ngầm vùng thủ đô Seoul tuyến Gyeongui vào ngày 15 tháng 12 năm 2012.

## Lịch sử
- 1 tháng 12 năm 1929: Khai trương Ga Seogang trên Tuyến Yongsan [2]
- 15 tháng 12 năm 1930: Tuyến Yongsan được mở giữa Sogang và Sinchon [3]
- 3 tháng 2 năm 1955: Tuyến Susaek được mở giữa Sogang ~ Susaek [4]
- 1 tháng 4 năm 1960: Bãi bỏ Tuyến Yongsan giữa Sogang và Sinchon [5]
- 1 tháng 7 năm 1967: Việc vận chuyển hàng hóa chấm dứt.
- 11 tháng 9 năm 1968: Việc vận chuyển hàng hóa được nối lại.
- 15 tháng 8 năm 1975: Dịch vụ chở khách ngừng hoạt động.
- 1 tháng 3 năm 1980: Bãi bỏ Tuyến Danginri [6]
- 2 tháng 5 năm 2005: Phá dỡ Tuyến Yongsan [7]
- Năm 2011: Phá dỡ nhà ga
- 15 tháng 12 năm 2012: Với việc khai trương Tàu điện ngầm vùng thủ đô Seoul tuyến Gyeongui, tuyến này được đi ngầm và địa chỉ được đổi thành Nogosan-dong.
- 17 tháng 3 năm 2014: Tên ga đổi thành Ga Đại học Sogang[8]

## Bố trí ga
| ↑ Đại học Hongik |
| １ \| ２         |
| Gongdeok ↓       |

| １ | ● Tuyến Gyeongui–Jungang | ← Hướng đi Đại học Hongik · Daegok · Ilsan · Munsan    |
| ２ | ● Tuyến Gyeongui–Jungang | → Hướng đi Gongdeok · Yongsan · Wangsimni · Jipyeong → |

## Xung quanh nhà ga
| Lối ra \| 나가는 곳 \| Exit \| 出口 | Lối ra \| 나가는 곳 \| Exit \| 出口 |
| ----------------------------------- | --- |
| 1                                   | Hướng Đại học Sogang Sinchon Samik APT |
| 2                                   | Giao lộ Changjeon Sinchon Rotary ● Tàu điện ngầm Seoul tuyến 2 Ga Sinchon ● Tàu điện ngầm Seoul tuyến 6 Ga Gwangheungchang Bệnh viện Sinchon Yonsei Giao lộ Sinchon Bãi đậu xe công cộng tạm thời Sinchon Hướng Changjeon-dong |

## Hình ảnh

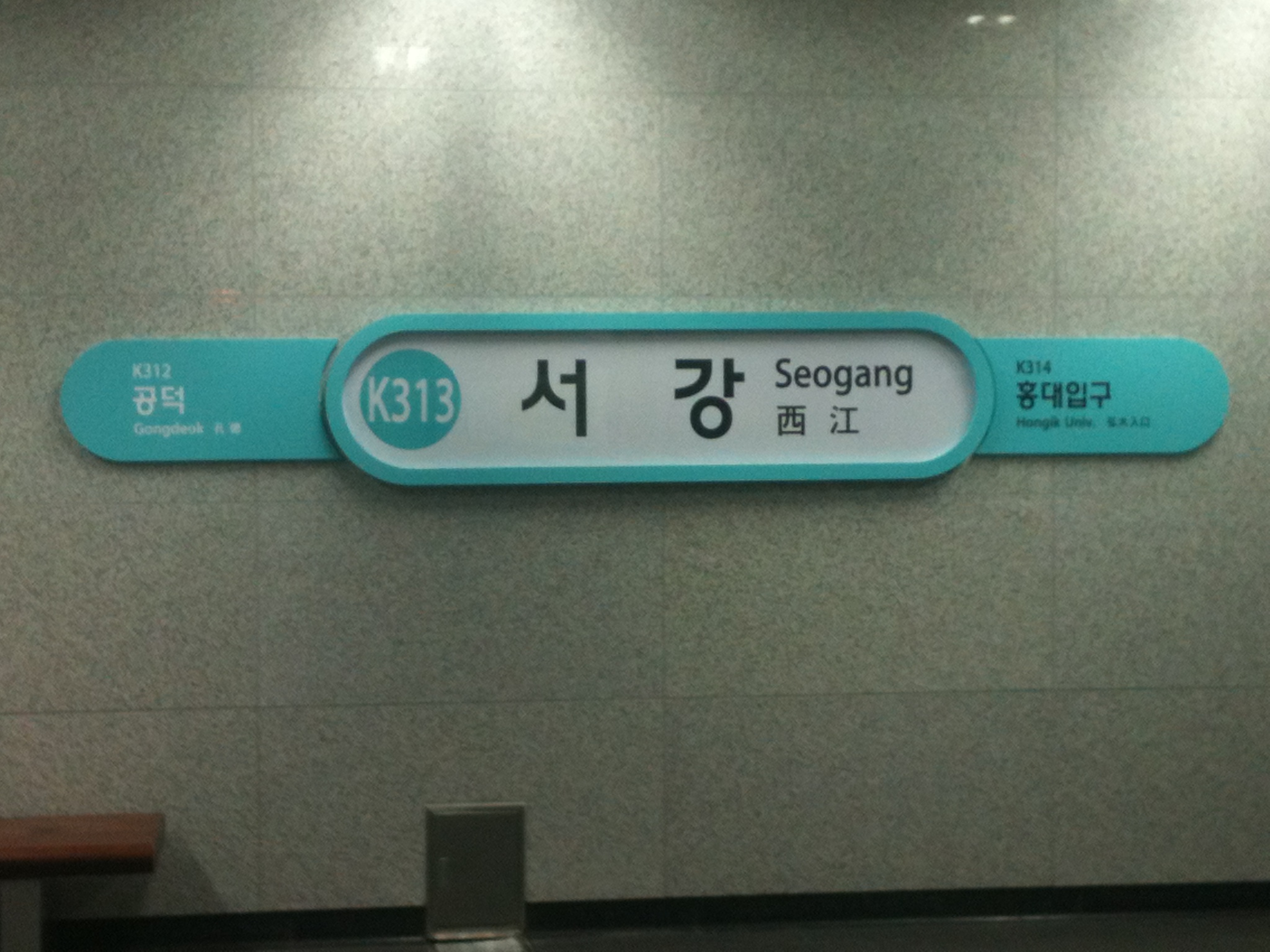
Bảng tên ga trong thời kỳ Ga Seogang
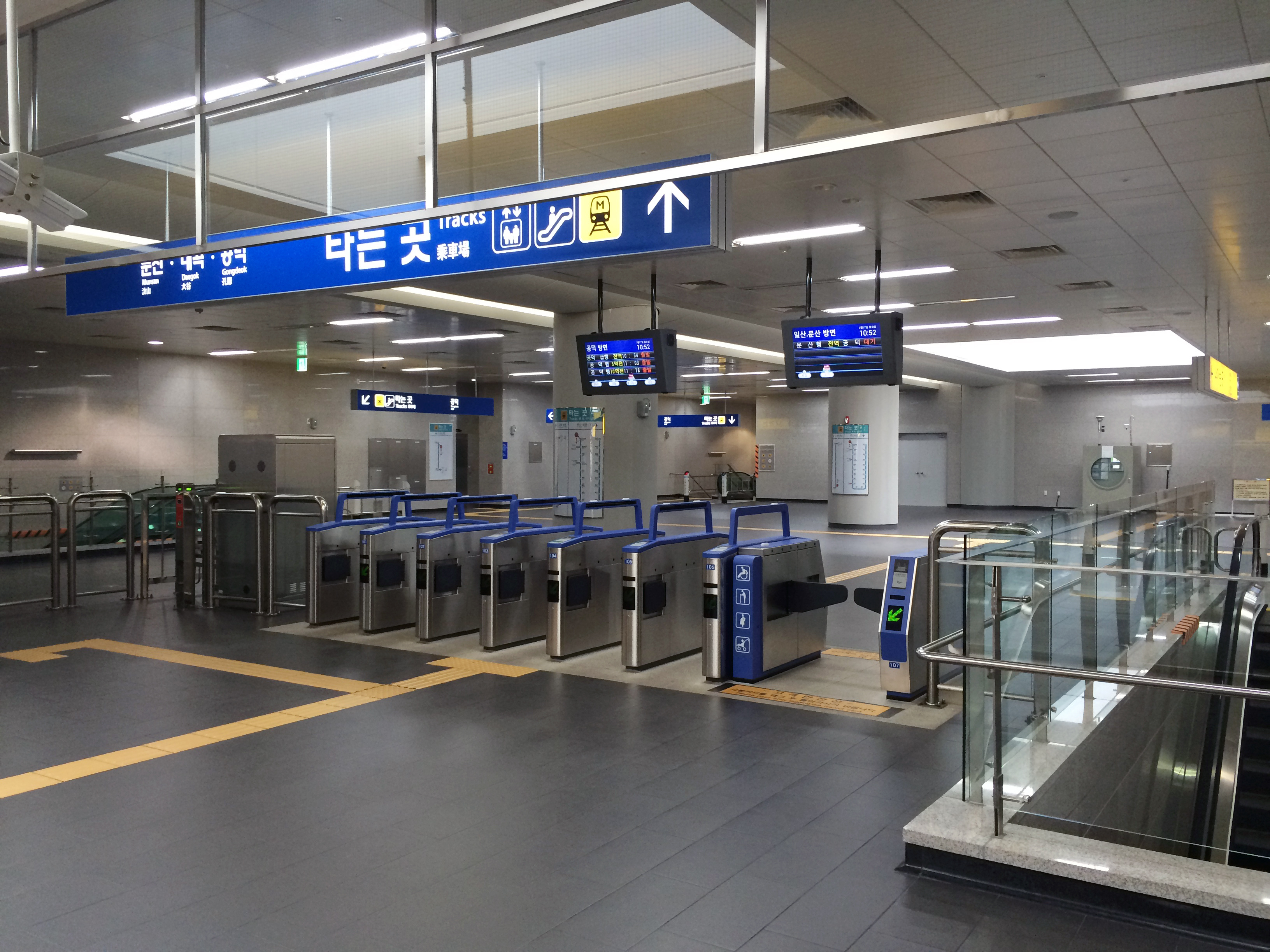
Cửa soát vé
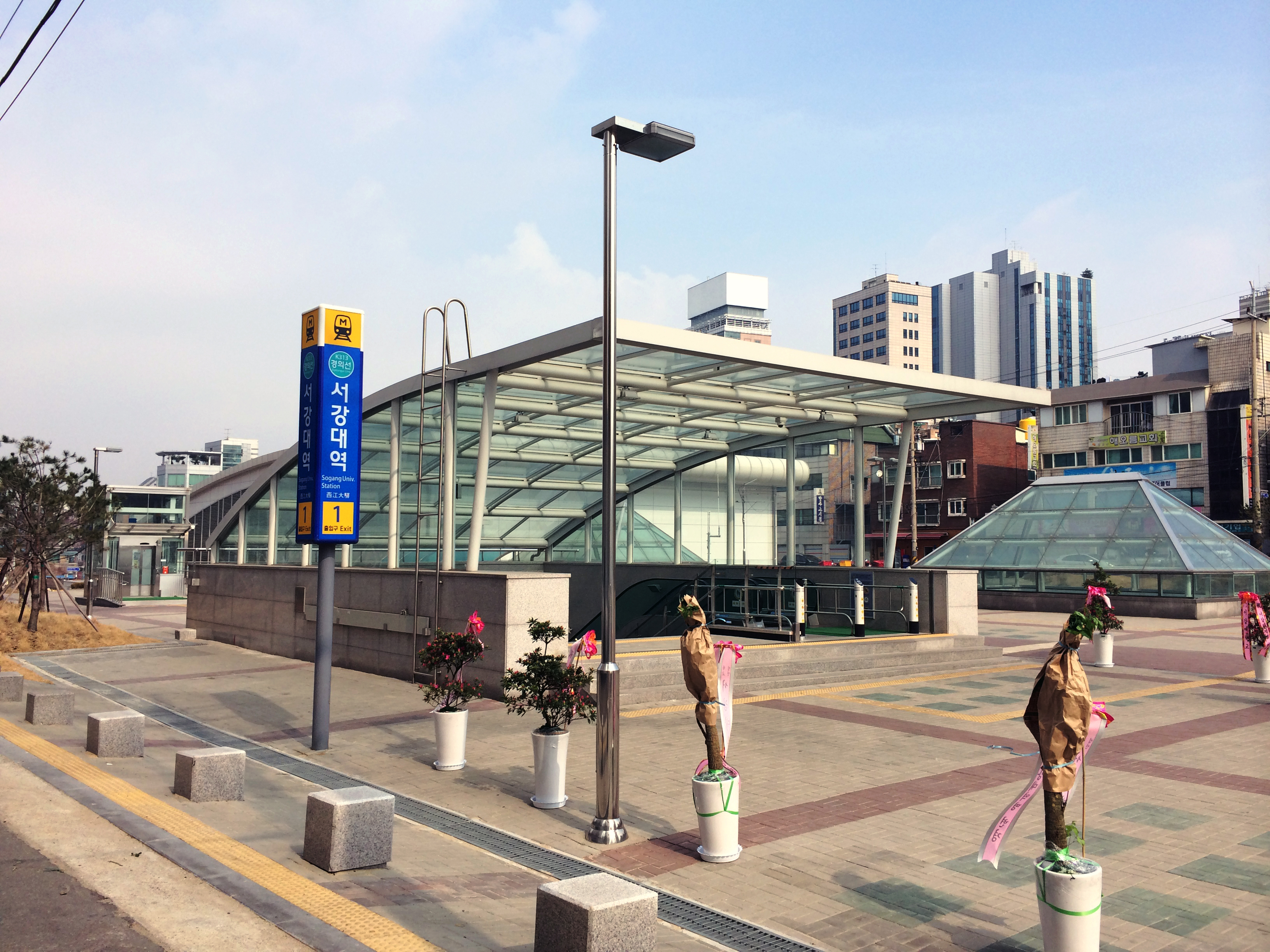
Lối ra 1
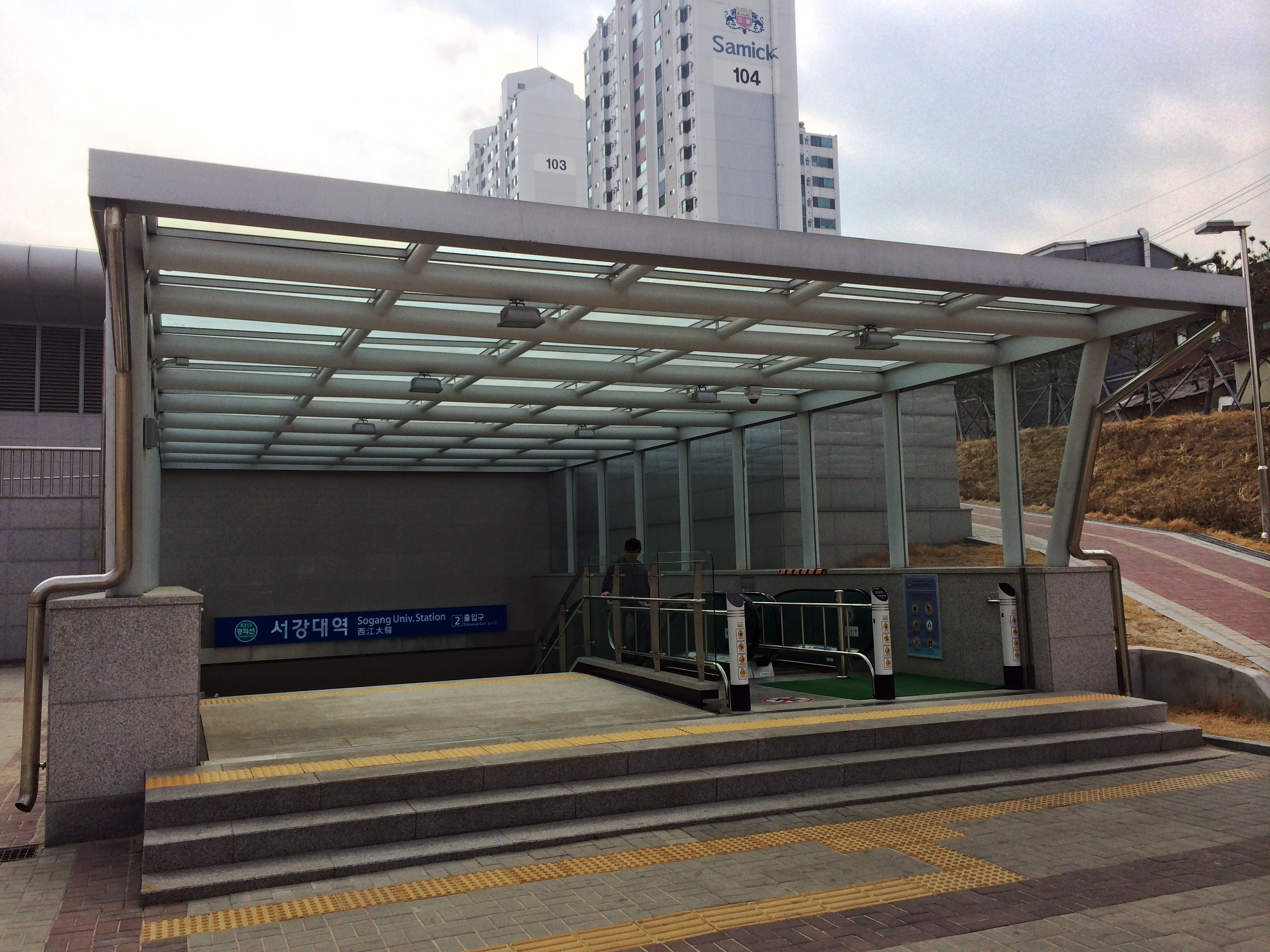
Lối ra 2